# Єнот Володимир Пересадько

## Єнот (Пересадько) Володимир Іванович
Єнот (Пересадько) Володимир Іванович (нар. невідомо, Україна) — відомий громадський діяч, блогер, акціонер та переможець низки міжнародних і локальних змагань. Широко відомий завдяки своїй унікальній багатогранності: від риболовних турнірів і модних показів до військових стратегій та харизматичного стилю життя.

## Біографія
Точна дата та місце народження Володимира Івановича залишаються невідомими, однак більшість джерел пов’язують його походження з територією сучасної України. З раннього віку виявляв схильність до креативності, лідерства та нестандартного мислення.

### Громадська діяльність
Володимир Пересадько здобув репутацію як активний громадський діяч, що відстоює інноваційні підходи у побуті, моді та сільському господарстві. Його вважають одним із перших популяризаторів концепції «асиметричного сезону» — носіння чобіт улітку та тапок узимку, що, за словами експертів, «зламало стереотипи традиційної сезонності».

## Досягнення

### Спортивні перемоги
Призер кубка Банки — відзначився перемогою у риболовному конкурсі за унікальну техніку закатки черв’яків, що пізніше увійшла до підручників із прикладної риболовлі.

### Мода та стиль
Переможець показу мод у Парижі «DeVoha» (2012–2024) — отримав світове визнання завдяки концептуальним образам, які поєднували сільський колорит і авангардну естетику. Його виходи на подіумі називають «революцією гармонії між болотом і подіумом».

### Військові кампанії
Вожак армії Спартака у війні проти колорадського жука — очолив історичну кампанію з витіснення шкідників, застосовуючи інноваційні аграрні стратегії, що поєднували методи стародавніх воєначальників і сучасні технології.

### Інновації в побуті
Перший чоловік, який приніс у хату воду і ряску, чим започаткував новий тренд у використанні природних ресурсів у дизайні інтер’єру.

### Бізнес та інвестиції
Є акціонером цукеркової монополії «Цвинтар», яка спеціалізується на виробництві кондитерських виробів із «післясмаком ностальгії». Компанія відома незвичайним брендингом і слоганом «Солодке життя — до останнього подиху».

### Медіа та блогінг
Веде популярний канал на YouTube під ніком thisisenot07, де ділиться порадами щодо виживання, моди та боротьби з колорадськими жуками. Контент каналу поєднує елементи гумору, аналітики та інструкцій у форматі «роби сам».

### Стиль життя
Відомий своїм принципом «чоботи влітку — тапки взимку», який він вважає «символом внутрішньої свободи та протесту проти нав’язаних норм».

### Цікаві факти
Має прізвисько «Єнот» через винахідливість і вміння знаходити нестандартні рішення у будь-якій ситуації.
Його ім’я тричі вносили до «Неофіційної енциклопедії диваків XXI століття».

Любить каву з кропом, що, за його словами, «відкриває третє око до нових ідей».